# إرنست إرليخ (كاتب)
إرنست إرليخ هو عالم يهودي ‏ ومؤرخ وفيلسوف وكاتب سويسري، ولد في 27 مارس 1921 في برلين في ألمانيا، وتوفي في 21 أكتوبر 2007 في ريهين في سويسرا.